# شهرستان تهران
شهرستان تهران واقع در استان تهران، پرجمعیت‌ترین شهرستان ایران است که مرکز آن شهر تهران می‌باشد. این شهرستان مساحتی حدود ۱۳۰۰٫۳ کیلومتر مربع دارد و بخش عمده‌ای از آن را کلان‌شهر تهران در بر می‌گیرد. بر اساس سرشماری سال ۱۳۹۵، جمعیت این شهرستان ۸٬۷۳۷٬۵۱۰ نفر بوده است که رشد پیوسته‌ای را از جمعیت ۷٬۸۸۲٬۸۴۳ نفری در سال ۱۳۸۵ و ۸٬۲۹۳٬۱۴۰ نفری در سال ۱۳۹۰ نشان می‌دهد. شهرستان تهران به سه بخش مرکزی، آفتاب و کن تقسیم می‌شود که بخش مرکزی بیشترین جمعیت را در خود جای داده و شهر تهران نیز در این بخش قرار دارد.
از نظر تاریخی، شهرستان تهران پس از سرشماری سال ۱۳۹۰ دستخوش تغییرات اداری شد، به‌طوریکه بخش‌هایی از بخش مرکزی آن جدا شده و شهرستان پردیس را تشکیل دادند. این تغییرات بر توزیع جمعیت تأثیر گذاشت و مناطقی مانند بومهن و پردیس از این شهرستان منتقل شدند. جمعیت شهرستان تهران عمدتاً شهری است و شهر تهران به تنهایی بیش از ۸٫۶ میلیون نفر جمعیت در سال ۱۳۹۵ داشته است. مناطق روستایی مانند سیاهرود و خلاّزیر جمعیت کم‌تری دارند و برخی از این مناطق به دلیل تغییرات اداری با کاهش جمعیت مواجه شده‌اند.
شهرستان تهران نقش کلیدی در عرصه سیاسی، اقتصادی و فرهنگی ایران ایفا می‌کند و به عنوان پایتخت کشور، مرکز مهمی برای تصمیم‌گیری‌های ملی است. تراکم جمعیت و توسعه شهری این شهرستان نشان‌دهنده جایگاه آن به عنوان یکی از بزرگ‌ترین کلان‌شهرهای خاورمیانه است. داده‌های تاریخی جمعیت این شهرستان از سال ۱۳۱۹ تاکنون رشد تصاعدی را نشان می‌دهد که ناشی از شهرنشینی و مهاجرت است. با وجود تغییرات اداری، شهرستان تهران همچنان به عنوان مرکز حکمرانی و اقتصاد ایران باقی مانده و با چالش‌هایی در زمینه برنامه‌ریزی شهری، زیرساخت‌ها و مدیریت منابع در یکی از بزرگ‌ترین مناطق کلان‌شهری خاورمیانه روبرو است.

## موقعیت جغرافیایی
شهرستان تهران در مرکز استان تهران قرار دارد؛ و از شمال تا شمال شرقی با شهرستان شمیرانات، از شمال غربی و غرب با شهرستان کرج استان البرز، از شرق با شهرستان پردیس، از جنوب شرقی با شهرستان پاکدشت، از جنوب با شهرستان ری، شهرستان کهریزک و از جنوب غربی با شهرستان‌های اسلامشهر، شهریار و قدس همسایه است.

## تقسیمات
شهرستان تهران شامل ۳ بخش، ۴ دهستان و ۱ شهر به شرح زیر است:

### شهرستان تهران
| بخش   | مرکز بخش | جمعیت بخش ۱۳۹۵ | نام دهستان | مرکز دهستان | جمعیت دهستان ۱۳۹۵ | شهر              | جمعیت شهر ۱۳۹۵   |
| ----- | -------- | -------------- | ---------- | ----------- | ----------------- | ---------------- | ---------------- |
| مرکزی | تهران    | ۸،۶۹۹،۲۸۴ نفر  | سیاهرود    | تلو بالا    | ۵،۵۷۸ نفر         | تهران            | ۸،۶۹۳،۷۰۶ نفر    |
| آفتاب | آفتاب    | ۳۲،۶۳۰ نفر     | خلازیر     | خلازیر      | ۲۰،۰۰۴ نفر        | **************** | **************** |
| آفتاب | آفتاب    | ۳۲،۶۳۰ نفر     | آفتاب      | آفتاب       | ۱۲،۶۲۶ نفر        | **************** | **************** |
| کن    | کن       | ۵،۰۱۳ نفر      | سولقان     | سولقان      | ۵،۰۱۳ نفر         | **************** | **************** |

## جمعیت
براساس سرشماری عمومی نفوس و مسکن در سال ۱۳۹۵، جمعیت شهرستان تهران برابر با ۸٬۷۳۷٬۵۱۰ نفر بوده‌است؛ که از این تعداد، ۸٬۶۹۳٬۷۰۶ نفر در شهر تهران و ۴۳٬۲۲۱ نفر در نقاط روستایی ساکن بوده‌اند.

## کوه‌ها
مهم‌ترین کوه‌های شهرستان تهران :
| نام          | فاصله و محل نسبت به شهر تهران |
| ------------ | ----------------------------- |
| کوه آرو      | ۵۲ کیلومتری شمال شرقی         |
| کوه تالون    | ۳۲ کیلومتری شمال غربی         |
| کوه نمه      | ۱۸ کیلومتری شمال غربی         |
| کوه بند عیشی | ۱۷ کیلومتری شمال غربی         |
| کوه برجمالی  | ۲۱ کیلومتری جنوب شرقی         |